# أمين الهندي
أمين فوزي محمود الهندي (أبو فوزي؛ 9 يناير 1941 - 17 أغسطس 2010)، هو سياسي وعسكري فلسطيني.

## حياته
ولد الهندي في غزة عام 1940 وعمل في حركة فتح منذ تاسيسها ضمن جهازها الأمني وعرف بعلاقته القوية بصلاح خلف (أبو إياد) مؤسس جهاز الأمن الموحد وكان من الخلايا الطلابية الأولى لفتح في ألمانيا وكان له علاقة مباشرة بعملية ميونخ الشهيرة التي قتل فيها 11 رياضياً إسرائيلياً ضمن دورة الألعاب الأولمبية عام 1972م والتي نفذتها منظمة أيلول الأسود. عين الهندي رئيس لجهاز المخابرات الفلسطينية منذ تأسيس السلطة الفلسطينية عام 1994م ويحمل رتبة لواء، وهو أول مدير للمخابرات في السلطة الوطنية الفلسطينية، التحق بصفوف حركة فتح في عقد 1960، وعمل في تنظيم القاهرة، واتحاد الطلبة بالقاهرة، ومن ثم عمل بالأمن مساعدًا لصلاح خلف (أبو إياد)، وبعد استشهاد أبو إياد، تولى مسؤولية الأمن الموحد حتى دخول السلطة الوطنية إلى أرض الوطن.
كان عضواً في المجلس الثوري لحركة فتح منذ عام 1978 وعضواً في المجلس المركزي لمنظمة التحرير الفلسطينية.
توفي في 17 أغسطس 2010م بالعاصمة الأردنية عمّان بعد إصابته بمرض السرطان.